# David Neres
David Neres Campos, né le 3 mars 1997 à São Paulo, est un footballeur international brésilien qui évolue au poste d'ailier droit au SSC Naples. 
Il fait également partie du Club des Cent.

## Carrière en club

### São Paulo
Né à São Paulo, Neres a rejoint l'équipe jeune de São Paulo en septembre 2007, à l'âge de dix ans. En février 2016, après avoir joué régulièrement dans la Copa Libertadores U-20 cette année-là, il s'est blessé à une épaule, ce qui l'a tenu à l'écart pendant des mois.
Neres a été promu à l'effectif principal par le manager Ricardo Gomes en août 2016. Il a fait ses débuts en Série A le 17 octobre, remplaçant Robson en deuxième demie lors d'une victoire 2-1 à l'extérieur contre Fluminense.
Le 22 octobre 2016, Neres a marqué son premier but, marquant le dernier après une victoire à domicile 2-0 contre Ponte Preta. Quatorze jours plus tard, il a marqué son deuxième but, marquant le deuxième but à domicile face au féroce rival local Corinthians, score final 4-0.

### Ajax Amsterdam
Le 30 janvier 2017, il s'engage 4 ans avec l'Ajax Amsterdam pour 22 millions d'euros.

#### Saison 2016-2017
Neres a fait ses débuts pour l'Ajax contre Heracles Almelo le 26 février 2017. Au cours de cette saison, il a réussi à inscrire 3 buts en 8 matches de championnat. Il figurait également dans une équipe de l'Ajax qui participait à la finale de la Ligue Europa cette année-là.

#### Saison 2017-2018
Neres a réussi à réaliser 14 buts et 13 passes décisives en 32 matches de championnat, ce qui en fait le joueur le plus efficace de l'Ajax cette année-là, après avoir marqué le plus grand nombre de buts et d'assistance au total. Neres lui-même considère le match à l'extérieur contre Feyenoord, le 22 octobre 2017, comme sa percée décisive, où il a récolté 3 passes décisives pour une victoire à l'extérieur de 4-1

#### Saison 2018-2019
À sa troisième saison, Neres a marqué son premier but officiel contre le Standard de Liège, lors du deuxième match du 3e tour de qualification de la Ligue des Champions. Cette année-là, Neres n'était pas assuré de figurer dans l'équipe titulaire avant février. À cause de cela, il y avait des rumeurs selon lesquelles Neres voulait partir. En janvier, Guangzhou Evergrande avait fait une offre de 42,3 millions d'euros (36.9m de livres sterling) sur Neres, mais l’Ajax avait finalement refusé, car elle souhaitait conserver l’équipe réunie pour remporter des prix cette année et se qualifier pour la Ligue des champions. Au match retour, lors des 8es de finale de la Ligue des champions, Neres a marqué le deuxième but pour donner à l'Ajax la tête du classement général. Les Néerlandais ont finalement remporté un match mémorable contre le Real Madrid à l'Estadio Santiago par 4-1. , éliminant ainsi le triple champion d'Europe en titre de la compétition. Le 31 mars 2019, Neres a marqué le but de la victoire et a obtenu un penalty dans le duel face au PSV, pour s'imposer 3-1. Il a également marqué un important match nul contre la Juventus à domicile pour espérer une qualification pour les demi-finales de l'Ajax au match aller à domicile.

### Chakhtar Donetsk
Le 14 janvier 2022, il s'engage avec le club ukrainien du Chakhtar Donetsk pour un montant de 16 millions d'euros, bonus compris. Il ne disputera aucun match en raison du conflit entre l’Ukraine et la Russie. 

### Benfica Lisbonne
Le 20 juin 2022, il s’engage avec le club portugais du Benfica Lisbonne pour 13,5 millions d’euros + 2,5 millions d’euros en bonus. 

### SSC Napoli
Le 21 août 2024, son transfert pour le club du SSC Napoli est officialisé. Il signe un contrat de 4 saisons pour un montant de 30 millions d'euros.

### En équipe nationale
Avec les moins de 20 ans, il participe au championnat de la CONMEBOL des moins de 20 ans en 2017. Lors de cette compétition, il joue neuf matchs, délivrant trois passes décisives.
Il joue son premier match avec l'équipe première le 26 mars 2019 lors d'un match amical contre la Tchéquie. Il entre en jeu à la 63e minute de jeu à la place de Richarlison et délivre sa première passe décisive pour le but du 1-2 à Gabriel Jesus.

## Statistiques
| Saison                | Club                  | Championnat           | Championnat | Championnat | Championnat | Coupe(s) nationale(s) | Coupe(s) nationale(s) | Coupe(s) nationale(s) | Supercoupe | Supercoupe | Supercoupe | Compétition(s) continentale(s) | Compétition(s) continentale(s) | Compétition(s) continentale(s) | Compétition(s) continentale(s) | Brésil | Brésil | Brésil | Total | Total | Total |
| Saison                | Club                  | Division              | M.          | B.          | P.d.        | M.                    | B.                    | P.d.                  | M.         | B.         | P.d.       | Comp.                          | M.                             | B.                             | P.d.                           | M.     | B.     | P.d.   | M.    | B.    | P.d.  |
| 2016                  | São Paulo FC          | 1                     | 8           | 3           | 0           | -                     | -                     | -                     | -          | -          | -          | -                              | -                              | -                              | -                              | -      | -      | -      | 8     | 3     | 0     |
| Sous-total            | Sous-total            | Sous-total            | 8           | 3           | 0           | -                     | -                     | -                     | -          | -          | -          | -                              | -                              | -                              | -                              | -      | -      | -      | 8     | 3     | 0     |
| 2016-2017             | Ajax Amsterdam        | Eredivisie            | 8           | 3           | 1           | -                     | -                     | -                     | -          | -          | -          | C3                             | 4                              | 0                              | 0                              | -      | -      | -      | 12    | 3     | 1     |
| 2017-2018             | Ajax Amsterdam        | Eredivisie            | 32          | 14          | 13          | 2                     | 0                     | 0                     | -          | -          | -          | C1+C3                          | 2+1                            | 0                              | 0                              | -      | -      | -      | 37    | 14    | 13    |
| 2018-2019             | Ajax Amsterdam        | Eredivisie            | 29          | 8           | 7           | 6                     | 1                     | 0                     | -          | -          | -          | C1                             | 15                             | 3                              | 4                              | 5      | 1      | 1      | 55    | 13    | 12    |
| 2019-2020             | Ajax Amsterdam        | Eredivisie            | 12          | 6           | 1           | 0                     | 0                     | 0                     | -          | -          | -          | C1                             | 8                              | 0                              | 1                              | 2      | 0      | 0      | 22    | 6     | 2     |
| 2020-2021             | Ajax Amsterdam        | Eredivisie            | 25          | 3           | 5           | 4                     | 2                     | 0                     | -          | -          | -          | C1+C3                          | 4+6                            | 1+2                            | 0                              | 0      | 0      | 0      | 39    | 8     | 5     |
| 2021-2022             | Ajax Amsterdam        | Eredivisie            | 15          | 3           | 2           | 1                     | 0                     | 0                     | 1          | 0          | 0          | C1                             | 5                              | 1                              | 0                              | -      | -      | -      | 22    | 4     | 2     |
| Sous-total            | Sous-total            | Sous-total            | 121         | 37          | 29          | 13                    | 3                     | 0                     | 1          | 0          | 0          | -                              | 45                             | 7                              | 5                              | 7      | 1      | 1      | 187   | 48    | 35    |
| 2021-2022             | Chakhtar Donetsk      | 1                     | 0           | 0           | 0           | 0                     | 0                     | 0                     | -          | -          | -          | -                              | -                              | -                              | -                              | -      | -      | -      | 0     | 0     | 0     |
| Sous-total            | Sous-total            | Sous-total            | 0           | 0           | 0           | 0                     | 0                     | 0                     | -          | -          | -          | -                              | -                              | -                              | -                              | -      | -      | -      | 0     | 0     | 0     |
| 2022-2023             | Benfica Lisbonne      | Primeira Liga         | 31          | 6           | 10          | 5                     | 2                     | 1                     | -          | -          | -          | C1                             | 12                             | 4                              | 5                              | -      | -      | -      | 48    | 12    | 16    |
| 2023-2024             | Benfica Lisbonne      | Primeira Liga         | 24          | 5           | 8           | 2                     | 0                     | 1                     | -          | -          | -          | C1+C3                          | 3+6                            | 0+0                            | 0+1                            | -      | -      | -      | 35    | 5     | 10    |
| Sous-total            | Sous-total            | Sous-total            | 55          | 11          | 18          | 7                     | 2                     | 2                     | -          | -          | -          | -                              | 21                             | 4                              | 6                              | -      | -      | -      | 83    | 17    | 26    |
| 2024-2025             | SSC Naples            | Serie A               | 28          | 2           | 4           | 2                     | 1                     | 1                     | -          | -          | -          | -                              | -                              | -                              | -                              | -      | -      | -      | 30    | 3     | 5     |
| Sous-total            | Sous-total            | Sous-total            | 28          | 2           | 4           | 2                     | 1                     | 1                     | -          | -          | -          | -                              | 0                              | 0                              | 0                              | -      | -      | -      | 30    | 3     | 5     |
| Total sur la carrière | Total sur la carrière | Total sur la carrière | 212         | 53          | 25          | 21                    | 6                     | 3                     | 1          | 0          | 0          | -                              | 66                             | 11                             | 11                             | 7      | 1      | 1      | 307   | 71    | 40    |

## Palmarès

### En club
| Ajax Amsterdam (4) | Benfica Lisbonne (1)                                               | SSC Napoli                                           |
| --- | ------------------------------------------------------------------ | ---------------------------------------------------- |
| - Championnat des Pays-Bas - Champion : 2019 et 2021 - Vice-Champion : 2017 et 2018 - Coupe des Pays-Bas - Vainqueur : 2019 et 2021 - Supercoupe des Pays-Bas - Finaliste : 2021 - Ligue Europa - Finaliste : 2017 | - Championnat du Portugal - Champion : 2023 - Vice-Champion : 2024 | - Championnat d'Italie de football - Champion : 2025 |

### En sélection
| Brésil                            |
| --------------------------------- |
| - Copa América - Vainqueur : 2019 |